# 三甲基䏲
三甲基䏲是一种有机锑化合物，化学式为Sb(CH3)3。它是一种无色、能自燃的有毒液体。它可在富锑泥土中由厌氧细菌生产出来。